# Кубинская интервенция в Анголу
Кубинская интервенция в Анголу (исп. Operación Carlota) — военное вмешательство вооружённых сил Кубы в гражданскую войну в Анголе в ноябре 1975 года. Своё название (Операция «Карлота») получило в честь предводительницы восстания кубинских рабов в XIX веке Карлоты.

## Ход боевых действий
В ноябре 1975 года, накануне провозглашения независимости Анголы, Куба произвела крупномасштабную военную интервенцию для поддержки прокоммунистической фракции МПЛА против ФНЛА и УНИТА, которых поддерживали Соединённые Штаты Америки, ЮАР и Заир. К концу 1975 года Куба направила в Анголу 25000 солдат. После вывода войск Заира кубинские вооружённые силы остались в Анголе и продолжили воевать против УНИТА и поддерживающей их оружием, инструкторами и войсками ЮАР в гражданской войне. 27 мая 1977 кубинцы сыграли решающую роль в подавлении Мятежа «фракционеров».
В 1988 году кубинские войска вновь вмешались в конфликт, чтобы предотвратить поражение правительственных войск ФАПЛА в битве против УНИТА, что привело к Битве при Квито-Кванавале и открытию второго фронта. Такой поворот событий стал главным толчком к подписанию Нью-Йоркских соглашений, согласно которым кубинские и южноафриканские войска были выведены из Анголы, а Намибии была предоставлена независимость, фактически МПЛА выиграла войну, лишив прямой помощи силы УНИТА. В 1991 году кубинский воинский контингент окончательно покинул Анголу, однако вялотекущая гражданская война в стране против остатков унитовцев закончилась только в 2002 году (бои в анклаве Кабинда идут по настоящее[какое?] время).